# Damoclès
Pour les articles homonymes, voir Damoclès (homonymie).
Damoclès (en grec ancien Δημοκλής / Dêmoklếs, la gloire du peuple) est un homme politique athénien qui a vécu au IVe siècle av. J.-C.
Contemporain de Démocharès, il était orateur. Disciple de Théophraste, il est surtout connu comme le défenseur des enfants de Lycurgue contre les calomnies de Méroclès et de Ménésechme. Il semble qu'à l'époque de Denys d'Halicarnasse, quelques oraisons de Démoclès existassent encore, puisque le critique Dinarque lui attribue une oraison. Denys d'Halicarnasse et la Souda appellent cet orateur par le patronyme de « Damoclès », il est donc possible que ce soit le même Damoclès qui fut archonte en 316 av. J.-C.
L'expression « Avoir une épée de Damoclès au-dessus de la tête » ne fait pas mention de Damoclès lui-même, mais d'un homonyme légendaire.